# Fort Ann
Fort Ann és una població dels Estats Units a l'estat de Nova York. Segons el cens del 2000 tenia 471 habitants.

## Demografia
Segons el cens del 2000, Fort Ann tenia 471 habitants, 187 habitatges, i 127 famílies. La densitat de població era de 606,2 habitants/km².
Dels 187 habitatges en un 30,5% hi vivien nens de menys de 18 anys, en un 48,7% hi vivien parelles casades, en un 16% dones solteres, i en un 31,6% no eren unitats familiars. En el 23,5% dels habitatges hi vivien persones soles l'11,2% de les quals corresponia a persones de 65 anys o més que vivien soles. El nombre mitjà de persones vivint en cada habitatge era de 2,52 i el nombre mitjà de persones que vivien en cada família era de 3,01.
Per edats la població es repartia de la següent manera: un 22,9% tenia menys de 18 anys, un 11,5% entre 18 i 24, un 26,5% entre 25 i 44, un 23,8% de 45 a 60 i un 15,3% 65 anys o més.
L'edat mediana era de 37 anys. Per cada 100 dones de 18 o més anys hi havia 86,2 homes.
La renda mediana per habitatge era de 44.318 $ i la renda mediana per família de 48.750 $. Els homes tenien una renda mediana de 31.875 $ mentre que les dones 24.375 $. La renda per capita de la població era de 22.201 $. Entorn del 8,4% de les famílies i el 9,1% de la població estaven per davall del llindar de pobresa.